# RTL Télé Lëtzebuerg
RTL Télé Lëtzebuerg es el principal canal de televisión de Luxemburgo, perteneciente a RTL Group.

## Historia
El reducido mercado televisivo de Luxemburgo dio lugar a un sistema único en Europa, ya que Luxemburgo era el único país del mundo donde las estaciones de televisión operaban en formato PAL y SECAM. Originalmente, ambos canales transmitían la misma señal, Tele Luxembourg. Posteriormente, las señales se dividieron en dos estaciones independientes: RTL-TVI (en formato PAL), dirigida a la parte francófona de Bélgica, y RTL Télévision (en formato SECAM), dirigida a Francia. Inicialmente, ambas estaciones continuaron transmitiendo gran parte de la misma programación, en cuanto a series y películas extranjeras, pero producían noticias y concursos para su público objetivo.
A mediados de la década de 1980, tras la flexibilización de las restricciones a la operación de estaciones de televisión comerciales en Europa, RTL-TVI se trasladó por completo a Bruselas, mientras que la popularidad de RTL Télévision se vio ligeramente mermada por el éxito de M6. RTL Télévision pasó a llamarse RTL9 y, aunque conserva su frecuencia terrestre original en Luxemburgo, ahora es principalmente una estación de cable para Francia.
En 1984 se añadió la cadena alemana RTL Plus (ahora RTL).
Finalmente el canal nació como RTL Hei Elei el 21 de octubre de 1991, aunque en 2001 el canal adquirió su denominación actual.
El 15 de febrero de 2017, Guy Weber se convirtió en el nuevo redactor jefe, sucediendo a Alain Rousseau.
En el primer semestre de 2018, los programas de RTL Télé Lëtzebuerg fueron vistos por una media de 102.300 espectadores por semana.